# Critérium de Château-Chinon
Le Critérium de Château-Chinon est un critérium cycliste français créée en 1955 et disputé chaque année le premier lundi du mois d'août à Château-Chinon (Ville) dans le département français de la Nièvre.
Après 46 ans d'existence et 44 éditions, le dernier critérium de Château-Chinon eu lieu en 2000.

## Parcours
Le circuit se faisait dans le sens inverse des aiguilles d'une montre et était composé d'une boucle d'environ 2 km parcourant le faubourg de Paris et la Promenade (route pittoresque faisant le tour du Calvaire, la colline sur le flanc de laquelle Château-Chinon est bâtie).

## Palmarès
| Année | Vainqueur             | Deuxième                 | Troisième             |
| ----- | --------------------- | ------------------------ | --------------------- |
| 1955  | Miguel Poblet         | Francis Anastasi         | Charly Gaul           |
| 1956  | Jean Dacquay          | Jean-Marie Cieleska      | Pierre Michel         |
| 1957  | Gilbert Desmet        | Marcel Guitard           | Louison Bobet         |
| 1958  | Jacques Anquetil      | Seamus Elliott           | Marcel Rohrbach       |
| 1959  | Gérard Saint          | Marcel Rohrbach          | Jean Dotto            |
| 1960  | Jacques Anquetil      | Jean Graczyk             | Henry Anglade         |
| 1961  | Jean Gainche          | Jean Graczyk             | Joseph Groussard      |
| 1962  | Alan Ramsbottom       | Joseph Groussard         | Robert Cazala         |
| 1963  | Jacques Anquetil      | Henry Anglade            | Federico Bahamontes   |
| 1964  | André Darrigade       | Benoni Beheyt            | Henry Anglade         |
| 1965  | Jean Stablinski       | Henry Anglade            | Rolf Wolfshohl        |
| 1966  | Jan Janssen           | Gianni Motta             | Jean Stablinski       |
| 1967  | Barry Hoban           | Michel Grain             | Walter Godefroot      |
| 1968  | Franco Bitossi        | Jan Janssen              | Michel Grain          |
| 1969  | Eddy Merckx           | Lucien Aimar             | Rudi Altig            |
| 1970  | Walter Godefroot      | Eddy Merckx              | Jean-Pierre Genet     |
| 1971  | Éric Leman            | Jean-Pierre Danguillaume | Gerben Karstens       |
| 1972  | Cyrille Guimard       | Walter Godefroot         | Roger Swerts          |
| 1973  | Bernard Thévenet      | Raymond Poulidor         | Raymond Delisle       |
| 1974  | Raymond Poulidor      | Jean-Pierre Danguillaume | Jean-Claude Misac     |
| 1975  | Eddy Merckx           | Jean-Pierre Danguillaume | Felice Gimondi        |
| 1976  | Yves Hézard           | Joop Zoetemelk           | Lucien Van Impe       |
| 1977  | Michel Laurent        | Willy Teirlinck          | Jacques Esclassan     |
| 1978  | Marc Demeyer          | Régis Ovion              | Marcel Tinazzi        |
| 1979  | Joop Zoetemelk        | Michel Laurent           | Hubert Mathis         |
| 1980  | Régis Ovion           | Bernard Vallet           | Hubert Linard         |
| 1981  | Bernard Hinault       | Roger Legeay             | Jean Chassang         |
| 1982  | Phil Anderson         | Charly Bérard            | Michel Larpe          |
| 1983  | Laurent Fignon        | Bernard Vallet           | Jean-Louis Gauthier   |
| 1984  | Pascal Jules          | Michel Laurent           | Charly Bérard         |
| 1985  | Marc Madiot           | Claude Criquielion       | Denis Roux            |
| 1986  | Bernard Hinault       | Laurent Fignon           | Jean-François Bernard |
| 1987  | Jean-François Bernard | Charly Mottet            | Denis Roux            |
| 1988  | Pedro Delgado         | Denis Roux               | Jean-François Bernard |
| 1990  | Denis Roux            | Greg LeMond              | Thierry Claveyrolat   |
| 1991  | Thierry Claveyrolat   | Jean-François Bernard    | Marc Madiot           |
| 1992  | Pascal Lino           | Miguel Indurain          | Jean-Claude Colotti   |
| 1993  | Stephen Roche         | Jean-Philippe Dojwa      | Éric Boyer            |
| 1994  | Eddy Seigneur         | Ronan Pensec             | Marco Pantani         |
| 1995  | Laurent Jalabert      | Thierry Laurent          | Denis Roux            |
| 1996  | Richard Virenque      | Luc Leblanc              | Stéphane Heulot       |
| 1997  | Laurent Brochard      | Cédric Vasseur           | Richard Virenque      |
| 1999  | Jacky Durand          | François Simon           | Alexandre Vinokourov  |
| 2000  | Christophe Capelle    | Frédéric Finot           | Pascal Chanteur       |